# Martha Figueroa
Ana Martha María Figueroa Benza (Lima, 26 de agosto de 1951) es la primera actriz peruana de teatro, cine y televisión.
Dentro de sus muchos roles, es más conocida por su rol estelar como Pochita en la novela Pantaleón y las visitadoras y como Frieda Betancourt en la teleserie Al fondo hay sitio.

## Biografía
Destacó al hacer un importante papel en la novela Natacha. Antes, había participado de la primera versión de Pantaleón y las visitadoras. En televisión, se destacan las novelas "Sueños" (1999), Pobre diabla (2000), Soledad (2001).
Tiene más de 30 años como actriz y trabajó en exitosas novelas peruanas como Natacha y Simplemente María.

## Carrera

### Teatro
- La sentencia (1975)
- Nosotras que nos queremos tanto
- Obras del Desierto
- Recuerdos con el señor Cárdenas

### Filmografía
- Pantaleón y las visitadoras (1975) como Pochita.
- Muerte de un magnate (1980)
- Dioses (2008)

### Telenovelas
- Simplemente María (1969)
- Natacha (1970)
- La fábrica (1972)
- Me llaman Gorrión (1973)
- Nuestros héroes de la Guerra del Pacífico (1979)
- El conspirador (1981)
- Gamboa (1983)
- Tal como somos (1984)
- Páginas de la vida (1984)
- La casa de enfrente (1985)
- Algo que quiere morir (1985)
- Bajo tu piel (1986)
- Nazca, más allá del sueño (1988)
- Hay que casar a María (1989)
- Natacha (1990)
- Reportaje a la muerte (1993)
- Todos somos estrellas (1993)
- Gorrión (1994)
- Sueños (1999)
- Pobre diabla (2000)
- Soledad (2001)
- Qué buena raza (2002)
- Dioses (2008) como Toti Ricketts.
- Te volveré a encontrar (2020) como Vera Montiel.
- Pituca sin lucas (2024) como Cocó

#### Series
- Pide un milagro (2006)
- Yuru, la princesa amazónica (2007)
- Ciro, el ángel del Colca (2013)
- Al fondo hay sitio (2015-2016, 2023) como Frieda Betancourt de Redhead.
- Maldito dinero (2016) como Laura.
- Cumbia pop (2018) como Isabel Miranda.
- De vuelta al barrio (2021) como Golda Karp de Lerner.

- Datos: Q20015058
- Multimedia: Martha Figueroa Benza / Q20015058